# Kullager

Kullagrets verkningsprincip. Kulhållarna är ej medtagna i figuren.

Kullager är ett rullningslager där själva rullkropparna utgörs av kulor (klot). Den vanligaste typen är spårkullagret, som är avsedd för måttliga belastningar i små och medelstora maskiner. Kullager har funnits sedan antiken, men det moderna kullagret utvecklades i samband med cyklismens genombrott i slutet av 1800-talet.

## Historik
Kullagret i den form vi känner idag tillskrivs ofta Leonardo da Vinci, även om kullager av trä användes redan av romarna till exempelvis fundament till statyer som skulle vridas. Lagren var i dessa fall i form av axiallager och kulorna av trä. I sin moderna form började kullagret utvecklas starkt under andra hälften av 1800-talet. I början användes det mest till lågt belastade lagringar som till cyklar och hästdragna vagnar.

## Moderna kullager
Det moderna precisionstillverkade kullagret tål mycket höga belastningar med låga friktionsförluster jämfört med de glidlager som exempelvis användes för alla lagringar i ångmaskiner, som bygger på hydrodynamisk lagring med en bärande oljefilm som ger stora viskösa förluster och därför kräver ett kontinuerligt utbyte av smörjmedel för kylning och som också kräver betydligt större dimensioner för samma bärighet som ett kullager. Kullagren kan vara fettsmorda och genom de låga friktionsförlusterna erfordras inget kontinuerligt utbyte av smörjmedel eller extra kylning.
Kulorna har egentligen ingen direktkontakt med metallytorna utan rullar mot en extremt tunn oljefilm som täcker upp de ojämnheter som finns i ytorna som har kontakt och slitaget blir därmed minimalt och beror främst på hur rent smörjfettet är. I början av 1900-talet när tillverkningsprecisionen inte var så hög var man ofta tvungen att byta ut smörjfettet efter en viss driftstid på grund av de materialpartiklar som avgick från metallytorna. Man utförde regelbundet en så kallad rundsmörjning av maskinerna som tillförde nytt fett samtidigt som det använda fettet bortfördes. Man utvecklade också stålet i lagren för att klara högre belastningar utan att få utmattningsbrott och idag är många lager helt underhållsfria under beräknad livstid som ofta motsvarar maskinens totala ekonomiska livslängd. Det gäller exempelvis hjullager till fordon som beräknas för att hålla hela fordonets livslängd även om en viss procent av lagren på grund av tillverkningsutfallet kan behöva bytas ut någon enstaka gång. För att kulorna (eller rullarna i ett rullager) ska hållas isär på ett jämnt avstånd från varandra ingår alltid en kulhållare som roterar med kulorna. Kulhållaren visas inte i den animerade figuren.

## Tillverkare
En av de mest kända tillverkarna av kul- och rullager är svenska SKF som grundades som ett resultat av Sven Wingquists uppfinning av det flerradiga självreglerande radialkullagret.
Övriga tillverkare är exempelvis Schaeffler (FAG, INA), NSK, NTN, Timken, Bones, Seismic, Swiss och Biltin.

## Betydelse
Kul- och rullagren är en av de stora uppfinningar som lade grunden till den snabba industriella utvecklingen under 1900-talet och ingår idag i snart sagt alla typer av maskiner med roterande axlar där man har krav på höga lagerbelastningar, små friktionsförluster, små inbyggnadsdimensioner och lite underhåll.
För att illustrera de extrema krav på ytfinhet som gäller vid tillverkning av moderna kullager, med avvikelser under 0.01 μm (1μm = 0,000001 meter), kan man som jämförelse använda jordklotet. Om jordklotet (med en diameter på cirka 12 756 km) motsvarar en kullagerkula med en diameter på 10 mm så motsvarar kravet på ytfinheten "0,01μm" en kulle på jordklotet med en höjd på maximalt cirka 13 m.
Dimensioner, tolerans och precision hos kullager definieras enligt standarder som ABEC (USA), ISO (internationellt), DIN (Tyskland) och JIS (Japan).

## Grundtyper av radiella kullager
Spårkullager

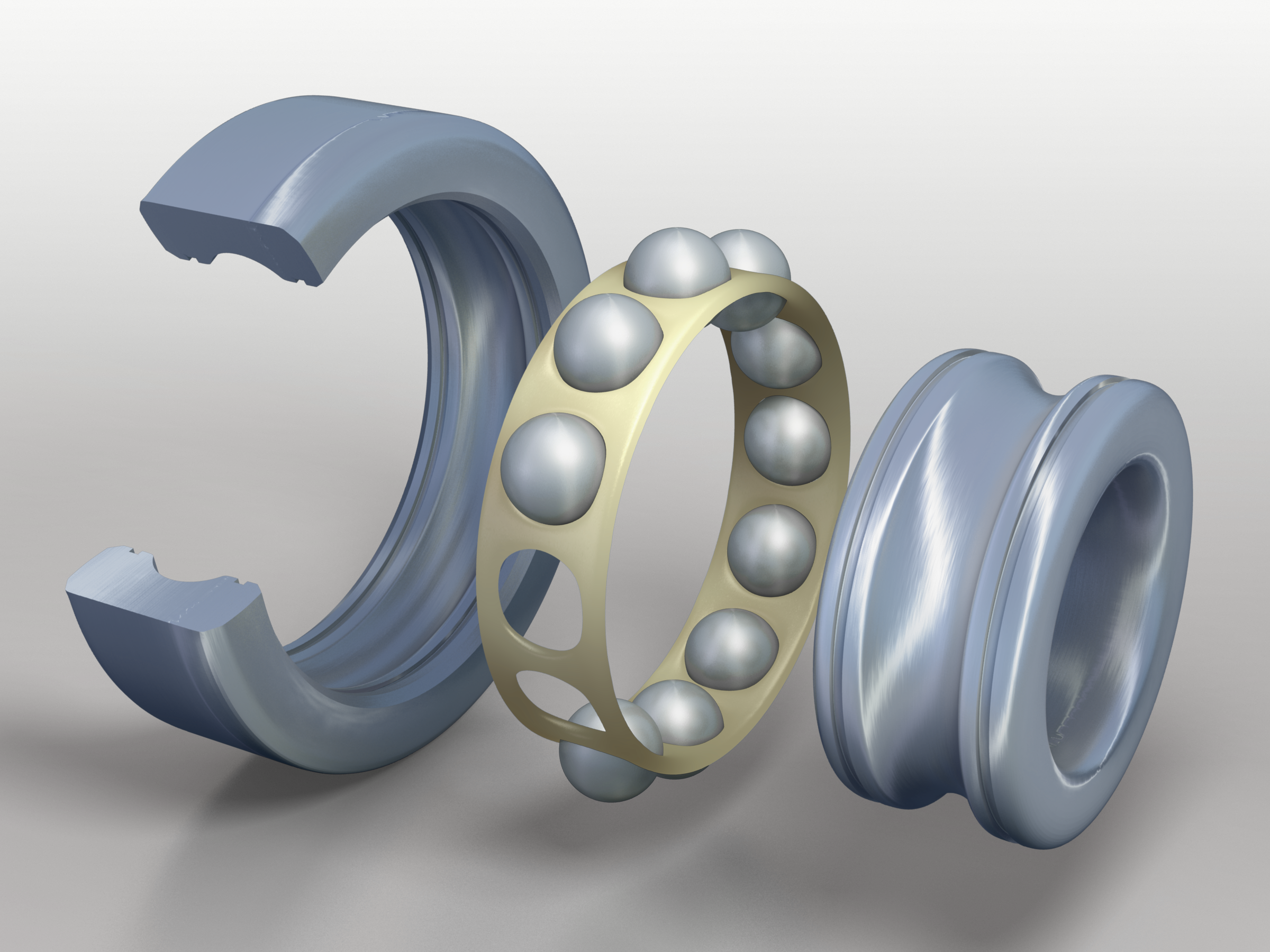
Spårkullagrets komponenter (ytterring, kulor med hållare, innerring).

Spårkullager är den vanligaste typen av kullager, och kan bära belastning i både radiell och axiell led. De kan dessutom föra över visst moment.
Vanligtvis är dessa enkelradiga, men finns även med två rader av kulor för högre bärförmåga.
Spårkullager tillverkades ursprungligen med ifyllnadsspår, där kulorna matades in i ett spår i ringarna.
Idag är de allra flesta lager av Conrad-design, vilket innebär att de sista kulorna monteras genom att ovalklämma lagrets ytterring. Namnet kommer från den brittiske uppfinnaren Robert Conrad som fick brittiskt patent 1903 och amerikanskt patent för metoden 1906. Fördelen är att lagret kan bära axiell last i båda riktningarna. Däremot är bärigheten något lägre än för ett lager med ifyllnadsspår.
Sfäriska kullager

I ett sfäriskt kullager kan axeln snedställas.

Sfäriska kullager har två rader av kulor och en ytterring som har sfäriskt utformad insida. Det kan därigenom snedställas utan att prestandan förändras. Lagret uppfanns av Sven Wingquist som patenterade konstruktionen och startade bolaget SKF 1907. Lagret kom snabbt att användas i lättare industrier med långa drivaxlar, där snedställning ofta förekom. Det sfäriska kullagret är också föregångare till det sfäriska rullagret, som är anpassat för högre belastningar.
Vinkelkontaktkullager
Vinkelkontaktkullager överför kraft i en vinkel mot axeln. De finns i enradiga eller flerradiga varianter. Flerradiga varianter kan monteras med såväl glapp såsom förspänning.

## Grundtyper av axiella kullager
Axialkullager

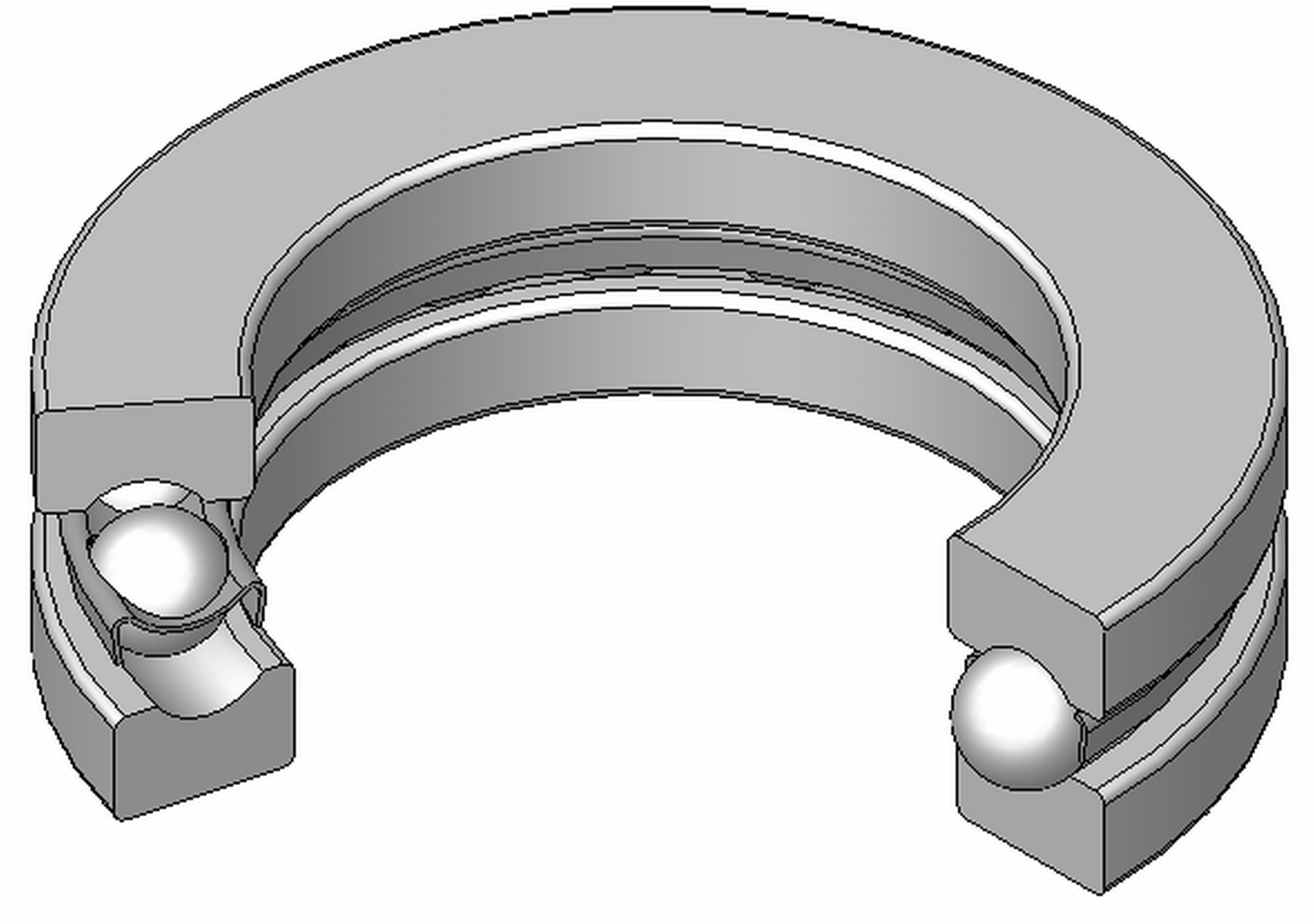
Enkelverkande axialkullager kan ta upp belastning i en riktning.

Axialkullager finns som enkelverkande och dubbelverkande varianter. Enkelverkande kan bära belastning i en riktning axiellt medan dubbelverkande kan bära belastning axiellt i båda riktningarna.

## Material
Kullager kan tillverkas i flera olika material, men det vanligaste är "kullagerstål", ett kromstål med ca 1 % kol och 1,5 % krom.
Lagerstålet bearbetas oftast med svarvning till rätt form och därefter värmebehandlas materialet för att få ökad hårdhet.
Hållaren i lagret kan tillverkas av en mängd olika material, såsom kolstål, mässing, lättmetall eller polymermaterial som polyamid.
Kullager kan också göras i rostfria stål, eller av plast. Dessa har ofta en bärförmåga som är mycket lägre än ett lager av kullagerstål.
I ett hybridlager är ringar och kulor gjorda av olika material. Kulor av kiselnitrid används ofta i precisionslager eller i lager till elmotorer. Dessa lager kan ges egenskaper som högre varvtalsgräns (eftersom friktionen är lägre) eller högre styvhet (eftersom elasticiteten är lägre). Dessutom blir dessa lager elektriskt isolerade, vilket minskar risk för strömgenomgång, ett vanligt förekommande problem på lager i elektriska maskiner som elmotorer.